# سيكا
سيكا (بالإنجليزية: Seka)‏ (ولدت باسم دوروثيا إيفونيا هاندلي في 15 أبريل  1954) المعروفة أيضا باسم دوروثي هاندلي باتون،  هي ممثلة اباحية اميركية ظهرت من سن الثالثة والعشرين في أفلام إباحية في الفترة من 1977 إلى 1993.

## بدايات حياتها
ولدت دوروثيا هاندلي وترعرعت في رادفورد، فيرجينيا،  وذكرت أنها عاشت «طفولة عادية وبسيطة» مع أخيها وأختها. وذكرت أن أصلها شيروكي وأيرلندي. وكانت تلقب بـ«دوتي»، وفازت في مسابقة ملكة جمال مدرسة هوبويل الثانوية، وأصبحت ملكة جمال ساوث سايد فرجينيا.
تزوجت دوروثيا من فرانسيس «فرانك» باتون في 21 أبريل 1972، بعد أسبوع من عيد ميلادها الثامن عشر. تطلقت من باتون قبل أن تبدأ مسيرتها المهنية في عام 1977. عملت في شركة رينولدز للمعادن، صناع غلاف رينولدز للألمنيوم المنزلي، وأصبحت بعد ذلك موظفة في مكتبة للبالغين، حيث بدأت مواعدة مالك المكتبة المتزوج.

## روابط خارجية
- سيكا على موقع IMDb (الإنجليزية)
- سيكا على موقع ألو سيني (الفرنسية)
- سيكا على موقع إن إن دي بي (الإنجليزية)
- سيكا على موقع قاعدة بيانات الفيلم (الإنجليزية)
- سيكا على موقع كينوبويسك (الروسية)